# Bevilacqua Lazise
I Bevilacqua Lazise furono una nobile famiglia italiana di origine germanica, una delle casate nobiliari più antiche della città di Verona. 

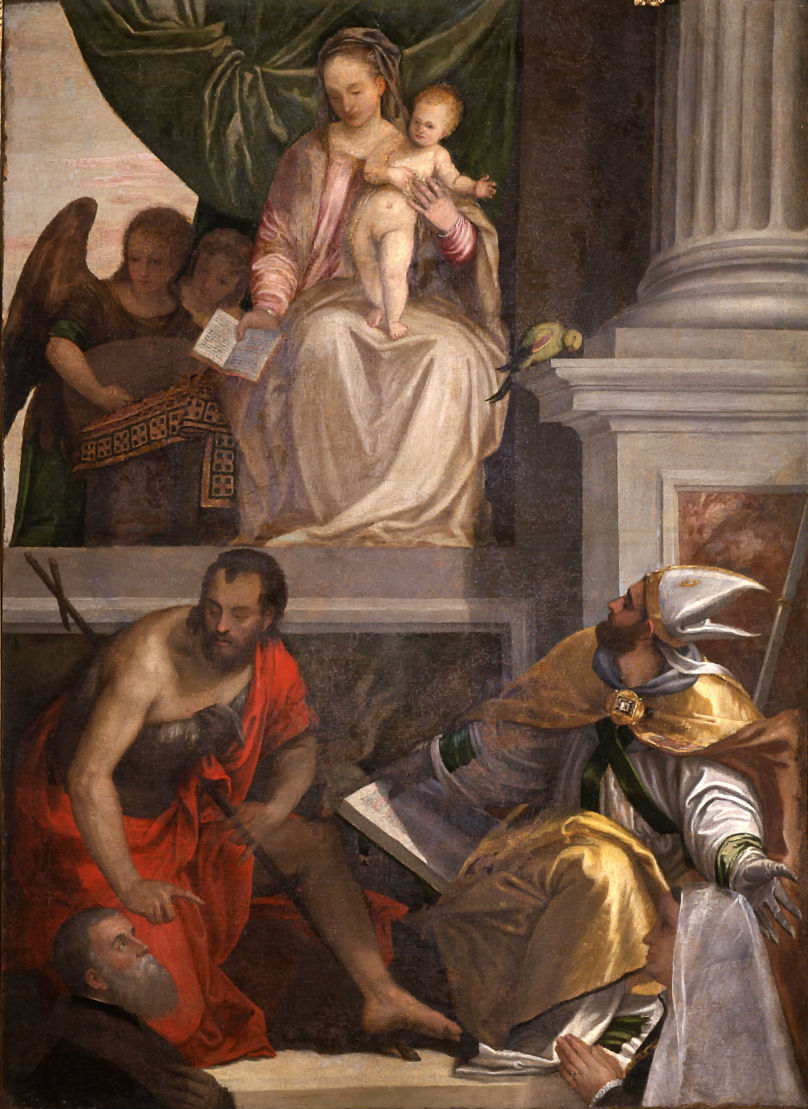
Paolo Veronese, Pala Bevilacqua-Lazise

## Storia
Secondo la tradizione le origini di tale casato sono da ricercare in Baviera, nel castello di Loncis che diede il nome alla famiglia dei Loncisi. Questa si insediò nel territorio veronese intorno al secolo undicesimo.
Antonio barone di Loncis e Londem fu un membro di spicco di suddetta famiglia. Audace prefetto delle truppe imperiali contro i saraceni e cameriere d’onore dell'imperatore Enrico II, venne da costui nominato signore del castello di Lazise e governatore del Benaco nel 1014.
Con lui nacque il cognome che conosciamo ancora oggi, tramandato dai suoi discendenti. Egli venne detto infatti Bevilacqua per la singolare consuetudine di non bere vino; a tale appellativo si associò poi il nome Lazise in riferimento al territorio da lui governato.
Fu una delle prime famiglie ad essere iscritta al consiglio nobile della città di Verona (nel 1407).
Il senato veneto gli concesse il titolo di conti di Nogarole nel XVI secolo, quando ottennero il castello medievale di questo piccolo paese con i fondi annessi (rimase per tre secoli di loro proprietà).
Importante la presenza di questa famiglia anche nel territorio di Villa Bartolomea: essi assieme ai Buri avevano la giurisdizione di queste terre e con loro possedevano anche il giuspatronato sulla parrocchia di san Bartolomeo.
Nella seconda metà del XIX secolo, al fine di offrire un luogo consono per un monumento di tale importanza, i conti Bevilacqua Lazise donarono allo stato italiano il terreno sul colle del Belvedere a Custoza, dove venne edificato il noto ossario per i caduti delle guerre di indipendenza.

## Esponenti illustri
- Altripace Bevilacqua Lazise (XII secolo) detto "il cane", al servizio di Federico Barbarossa;[4]
- Antonio Bevilacqua Lazise (XIV secolo), al servizio di Enrico II di Cipro;[4]
- Giorgio Bevilacqua Lazise (XV secolo), letterato;[7]
- Giulio Bevilacqua Lazise (XVI secolo), nominato cavaliere dal re Enrico III di Francia;[4]
- Gasparo Bevilacqua Lazise (XVIII secolo), ascritto alla cittadinanza di Mantova dall'imperatrice Maria Teresa d'Austria;[4]
- Ignazio Bevilacqua Lazise (XIX secolo), statistico.[8]

## Arma gentilizia
Lo stemma venne ottenuto da Altripace, comandante delle guardie imperiali di Federico Barbarossa. È così formato: losangato di rosso e d’argento, col capo d’oro caricato da una testa e collo d’aquila nera coronata d’oro. Il cimiero è una testa d’aquila. Col tempo l’arma di origine variò con l’aggiunta di una banda di fusi e di una stella.

## Famiglia di committenti
- La Pala Bevilacqua-Lazise, opera giovanile di Paolo Veronese, essa venne commissionata da alcuni membri di questa notabile famiglia per adornare la propria cappella funeraria sita nella Chiesa di San Fermo Maggiore a Verona.[11] Con il passaggio di proprietà di questa cappella alla famiglia Alighieri (qui vennero sepolti gli ultimi discendenti diretti di Dante Alighieri), la pala perse la sua ubicazione originaria ed attualmente si trova presso il Museo di Castelvecchio. Nel chiostro di san Fermo è tuttora presente il sarcofago di Giovanni Battista Bevilacqua Lazise e di sua moglie Lucrezia Malaspina originariamente posto nella cappella assieme alla pala e le due colonnine che adornavano l’altare fregiate con gli stemmi delle due famiglie;
- Nella basilica di Santa Anastasia a Verona è presente la Cappella Bevilacqua Lazise, originariamente appartenuta alla famiglia Bonavieri venne ceduta ai Bevilacqua Lazise alla fine del XVI secolo;[12]
- Il busto del conte Alberto Bevilacqua Lazise realizzato da Hendrik Christian Andersen a Roma.[13]

## Proprietà
- Palazzo Bevilacqua Lazise a Verona, via Oberdan;[14]
- Palazzo Bevilacqua Lazise a Verona, stradone San Fermo;[15]
- Villa Cavalli - Bevilacqua Lazise ad Arcole;[16]
- Palazzo Bevilacqua Lazise a Nogarole Rocca;[17]
- Villa Bevilacqua Lazise Giusti a Grezzana,[18][19]
- Corte Bevilacqua Lazise a Concamarise;[20]
- Rocca a Nogarole Rocca.[21]